# Precorrina-4 C11-metiltransferasi
La precorrina-4 C11-metiltransferasi è un enzima appartenente alla classe delle transferasi, che catalizza la seguente reazione:
S-adenosil-L-metionina + precorrina-4 ⇄ S-adenosil-L-omocisteina + precorrina-5
Nella via aerobica di biosintesi della cobalamina, sono coinvolti quattro enzimi nella conversione della precorrina-3A in precorrina-6A. La prima delle quattro fasi è catalizzata dalla precorrina-3B sintasi (numero EC 1.14.13.83), che genera precorrina-3B come prodotto. Questa reazione è seguita da tre metilazioni, che introducono un gruppo al C-17 (CobJ numero EC 2.1.1.131), C-11 (CobM) e C-1 (CobF numero EC 2.1.1.152) del macrociclo, dando origine alla precorrina-4, precorrina-5 e precorrina-6A, rispettivamente.